# 熱帯夜 (SHISHAMOの曲)
「熱帯夜」（ねったいや）は、SHISHAMOの3枚目のシングル。2015年8月5日にGOOD CREATORS RECORDS / FAITH MUSIC ENTERTAINMENT INC.から発売された。

## 概要
- 前作「量産型彼氏」から約10ヶ月ぶりのシングル。
- 2016年1月4日開催の初となる日本武道館公演『SHISHAMO NO BUDOKAN!!!』の最速先行受付用シリアルコードが封入された[4]。

## 収録曲
| 全作詞・作曲: 宮崎朝子、全編曲: SHISHAMO。 |                  |          |            |      |
| #                                          | タイトル         | 作詞     | 作曲・編曲 | 時間 |
| 1.                                         | 「熱帯夜」       | 宮崎朝子 | 宮崎朝子   | 4:15 |
| 2.                                         | 「生きるガール」 | 宮崎朝子 | 宮崎朝子   | 3:55 |
| 合計時間:                                  | 合計時間:        | 8:11     |            |      |

## 楽曲解説
1. 熱帯夜
  - 宮崎が好きだった、ジトっとした熱帯夜の空気感が表現された曲[5]。「邦ロックファン以外の人にも届くものを作りたかった」と語っており、1st・2ndシングルのバンドサウンドから一変し、タメの効いたグルーヴのミドルテンポの楽曲に仕上がっている[6][7]。リズム隊の吉川と松岡は、「今までSHISHAMOでやってこなかったタイプの音楽だったため苦戦したが、引き出しが増え、演奏の幅が広がった」と話している[5]。
  - 2015年7月3日、J-WAVE『TOKYO REAL-EYES』内のSHISHAMOのレギュラーコーナー「SPEAK OUT!」でラジオ初オンエアされた[8]。
  - 7月27日にミュージック・ビデオが公開された。それまであまり見られなかったメンバー3人が演技をしている様子が収録された。監督はフカツマサカズ[9]。
2. 生きるガール
  - 栄養ドリンクのCMをイメージして作った曲で、宮崎曰く、「応援ソングが好きじゃない私なりの応援ソング」。あくまでカップリング曲として制作したが、ライブでの感触が良いことから次第に気に入り、次のオリジナル・アルバム『SHISHAMO 3』にも収録することにしたという[10]。
  - コーラスはSHISHAMOとして初めて、松岡が一人で担当している[6]。
  - 2016年に北海道テレビ『イチオシ!モーニング』の冬の番組宣伝曲に採用された[11]。

## 収録アルバム
熱帯夜
- 『SHISHAMO 3』
- 『SHISHAMO BEST』
- 『恋を知っているすべてのあなたへ』(恋の喜びを知っているあなたへ)

生きるガール
- 『SHISHAMO 3』